# Peperomia leptophylla
Peperomia leptophylla är en pepparväxtart som beskrevs av Friedrich Anton Wilhelm Miquel. Peperomia leptophylla ingår i släktet peperomior, och familjen pepparväxter. Inga underarter finns listade i Catalogue of Life.